# 別海村營軌道

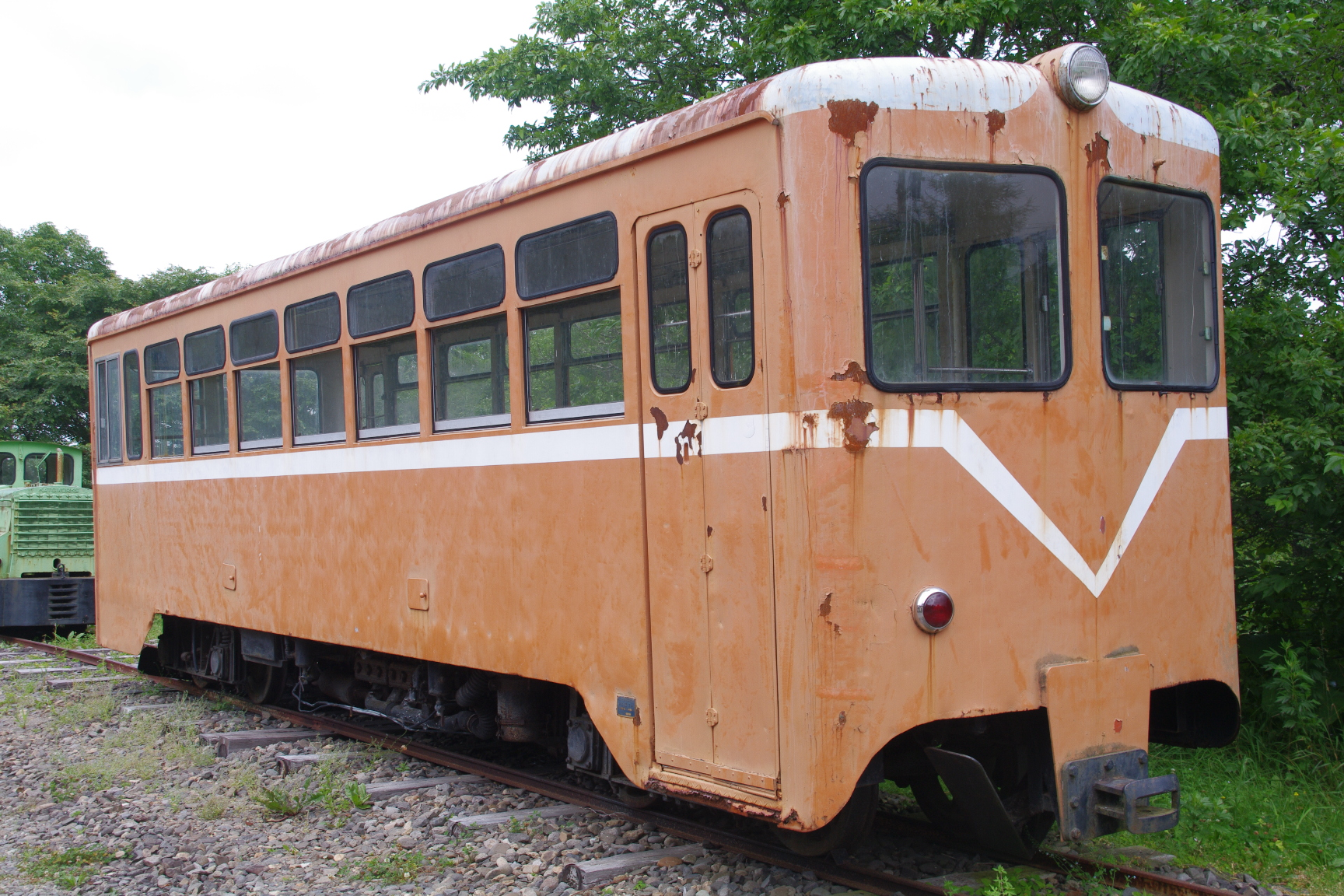
钏路制
作所製造的動力客车（1963年制造、无车号）

别海村營軌道是曾經存在於日本北海道野付郡別海村（現為別海町）的簡易軌道。

## 概述
原先從厚床站到中標津站，以馬提供動力的殖民軌道根室線，在1933年標津線通車後廢止，不過其支線保留下來繼續營運。
战后很长一段时间仍然依靠马力运行，但从1960 年开始，北海道开发局進行轨道強化，引进机车和動力客车，于1963 年完工（当时引进的動力客車是使用液體變速機與、轉向架，並配有暖氣装置的優秀車輛）。開通了奧行臼～上風蓮區間，轉乘站由厚别站改为标津线的奥行臼站。这是战后为数不多，有铺设新路線的殖民軌道。
本軌道後期與其他簡易軌道一樣用于运输牛奶，但由于道路建设快速進展，本线于1971 年（即别海村改制為町的前一年）停駛。

## 路线数据
- 路线距离：
  - 厚床～风莲 7.1km
  - 风莲～上风莲（5線9号） 8.0公里
  - 奥行臼～上風蓮間 13.0公里
- 轨距：762mm

## 历史
- 1925 年 5 月：- 殖民軌道根室線在厚床至中標津之間通車。
- 1933年12月 - 標津線通車，本線風蓮～中標津之間廢止。
- 1938 年 6 月 - 風蓮 - 上風蓮開始營運
- 1960 年 ： 北海道開發局開始進行軌道強化工程
- 1963年10月：軌道強化完成，開始使用內燃機動力。奧行臼～上風蓮之間開始營運。厚床～風蓮～上風蓮（5線9號）廢止。
- 1971 年 4 月 1 日 - 全線廢止。

## 車站列表
奧行臼 ～奧行臼第一～奧行臼第二～奧行臼第三～富山～一號～二號～學校前～四號～五號～七號～上風蓮

## 现状

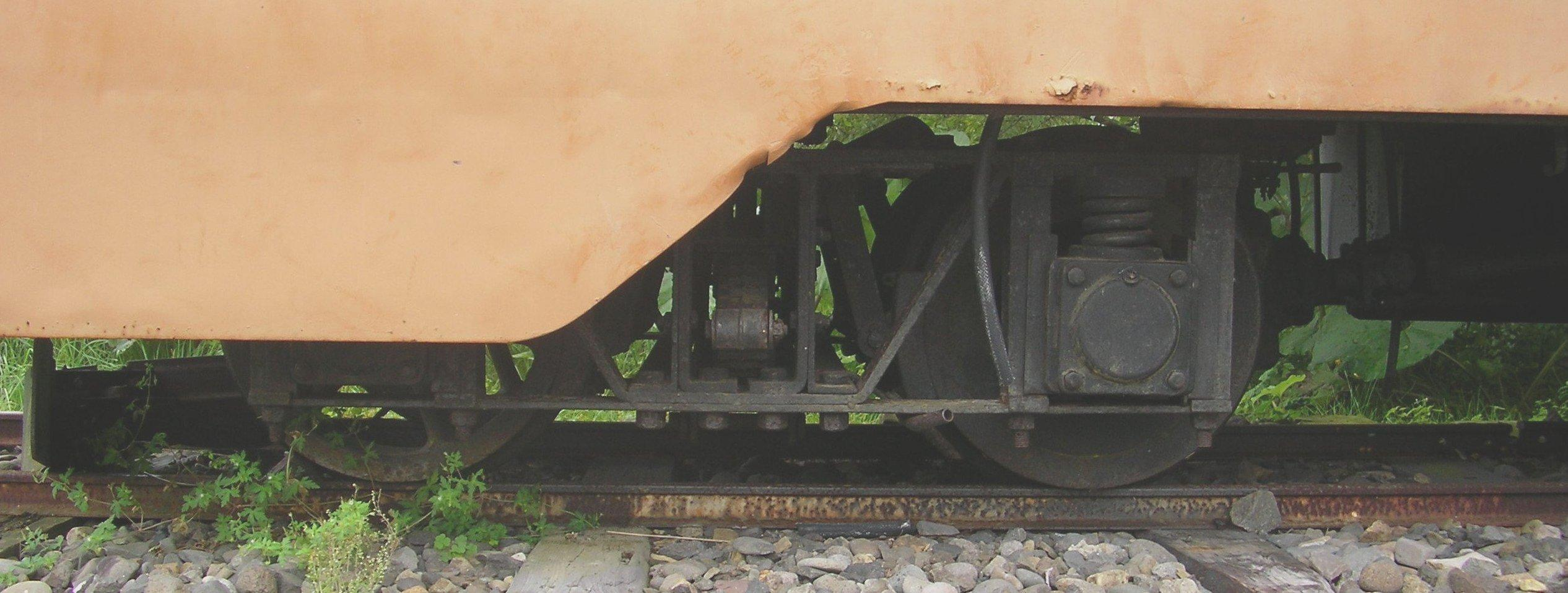
1963年钏路制作所制造的動力客車的動力轉向架。採用「菱框式」经典结构。左侧的從輪有辐条，但右侧的動輪采用炮车轮样式做為強化。

奥行臼站舊址保留了站房、守卫室、转车台，以及動力客车、机车和货车（牛奶敞车）。机车库雖仍存在但狀況不佳。二者均为别海町的指定文化財。
- 距国道 243 号线奥行臼南方 0.3 公里
- 根室交通奥行臼站步行 5 分钟